# Барумуни
Барумуни (итал. Barumini) је насеље у Италији у округу Медио Кампидано, региону Сардинија.
Према процени из 2011. у насељу је живело 1257 становника. Насеље се налази на надморској висини од 202 м.

## Становништво
| 1931. | 1936. | 1951. | 1961. | 1971. | 1981. | 1991. | 2001. | 2011. |
| ----- | ----- | ----- | ----- | ----- | ----- | ----- | ----- | ----- |
| 1.445 | 1.431 | 1.685 | 1.729 | 1.647 | 1.516 | 1.475 | 1.413 | 1.310 |